# Antenor (escultor)
Antenor foi um escultor grego do período Arcaico, ativo em Atenas no final do século VI a.C.
A ele se atribui o grupo escultórico de Harmódio e Aristógito, os Tiranicidas, que assassinaram o tirano Hiparco. A obra foi capturada por Xerxes I durante as Guerras Médicas, mas foi devolvida por Antíoco. Havia também, na Atenas do século II, outras estátuas, mais recentes, atribuídas a Crítio.
O Museu Arqueológico Nacional de Atenas preserva uma kore de sua autoria.